# Imunokromatografija
Testi s stranskim tokom, znani tudi kot imunokromatografski testi s stranskim tokom ali hitri testi, so preproste naprave za odkrivanje prisotnosti ciljne snovi v tekočem vzorcu brez potrebe po specializirani in dragi opremi. Ti testi se pogosto uporabljajo v medicinski diagnostiki za domače testiranje, testiranje na mestu oskrbe ali laboratorijsko uporabo. Domači test za ugotavljanje nosečnosti je na primer test za ugotavljanje nosečnosti, ki zazna določen hormon. Ti testi so preprosti, ekonomični in običajno pokažejo rezultate v približno petih do 30 minutah. Številne laboratorijske aplikacije povečajo občutljivost preprostih LFT z uporabo dodatne namenske opreme.
LFT delujejo po enakih načelih kot encimski imunosorbcijski testi (ELISA). Pri teh testih tekoči vzorec teče po površini blazinice z reaktivnimi molekulami, ki pokažejo vizualno pozitiven ali negativen rezultat. Blazinice temeljijo na nizu kapilarnih plasti, kot so kosi poroznega papirja, mikrostrukturiranega polimera ali sintranega polimera. Vsaka od teh blazinic ima sposobnost spontanega prenosa tekočine (npr. seča, krvi, sline).
Vzorčna blazinica deluje kot goba in zadrži presežek vzorčne tekočine. Ko se tekočina prepoji, steče do druge konjugirane blazinice, v katero je proizvajalec shranil liofilizirane bioaktivne delce, imenovane konjugati (glej spodaj), v matrici iz soli in sladkorja. Konjugatna blazinica vsebuje vse reagente, potrebne za optimalno kemijsko reakcijo med ciljno molekulo (npr. antigenom) in njenim kemijskim partnerjem (npr. protitelesom), ki je bil imobiliziran na površini delca. To označi ciljne delce, ko ti prehajajo skozi blazinico in nadaljujejo pot do testnih in kontrolnih linij. Na testni liniji se pokaže signal, pogosto barvni, kot pri testih za ugotavljanje nosečnosti. Kontrolna linija vsebuje afinitetne ligande, ki pokažejo, ali je vzorec stekel skozi in ali so biološke molekule v konjugirani blazinici aktivne. Po prehodu teh reakcijskih območij tekočina vstopi v končni porozni material, knot, ki preprosto deluje kot posoda za odpadke.
LFT lahko delujejo kot kompetitivni ali sendvič testi.

## Povzetek

### Barvni delci
Načeloma se lahko uporabijo vsi barvni delci, vendar se najpogosteje uporabljajo lateks (modra barva) ali nanometrski delci zlata (rdeča barva). Delci zlata so rdeče barve zaradi lokalizirane površinske plazmonske resonance. Uporabljajo se lahko tudi fluorescenčni ali magnetno označeni delci, vendar je za oceno rezultata testa treba uporabiti elektronski bralnik.

### Sendvični testi
Sendvični testi se običajno uporabljajo za večje analite, ker imajo običajno več vezavnih mest. Ko vzorec migrira skozi test, najprej naleti na konjugat, ki je protitelo, specifično za ciljni analit, označeno z vizualno oznako, običajno koloidnim zlatom. Protitelesa se vežejo na ciljni analit v vzorcu in migrirajo skupaj, dokler ne dosežejo testne linije. Testna linija vsebuje tudi imobilizirana protitelesa, specifična za ciljni analit, ki se vežejo na migrirajoče molekule konjugata, vezanega na analit. Na testni črtici se zaradi koncentrirane vizualne oznake pojavi vizualna sprememba, ki potrdi prisotnost ciljnih molekul. Večina sendvič testov ima tudi kontrolno črto, ki se pojavi ne glede na to, ali je ciljni analit prisoten ali ne, da se zagotovi pravilno delovanje blazinice lateralnega pretoka.
Hitri in poceni sendvič test se pogosto uporablja za domače teste nosečnosti, ki odkrivajo človeški horionski gonadotropin (hCG) v urinu nosečnic.

### Konkurenčni testi
Konkurenčni testi se običajno uporabljajo za manjše analite, saj imajo manjši analiti manjše število vezavnih mest. Vzorec najprej naleti na protitelesa proti ciljnemu analitu, označenemu z vizualno oznako (barvni delci). Testna linija vsebuje ciljni analit, ki je pritrjen na površino. Kadar ciljni analit v vzorcu ni prisoten, se nevezana protitelesa vežejo na te fiksirane molekule analita, kar pomeni, da se pokaže vizualna oznaka. Nasprotno pa se ciljni analit v vzorcu veže na protitelesa in jim prepreči vezavo na fiksirani analit v testni liniji, zato se vizualni označevalec ne pokaže. To se razlikuje od sendvičastih testov v tem, da noben trak ne pomeni, da je analit prisoten.

## Kvantitativni testi
Večina testov LFT naj bi delovala izključno kvalitativno. Vendar je mogoče izmeriti intenzivnost testne črte in tako določiti količino analita v vzorcu. Več podjetij uporablja ročne diagnostične naprave, znane kot bralniki bočnega pretoka, ki zagotavljajo popolnoma kvantitativen rezultat testa. Z uporabo edinstvenih valovnih dolžin svetlobe za osvetlitev v povezavi s tehnologijo zaznavanja CMOS ali CCD je mogoče ustvariti s signalom bogato sliko dejanskih testnih linij. Z uporabo algoritmov za obdelavo slik, posebej zasnovanih za določeno vrsto testa in medija, se lahko intenzivnost linij poveže s koncentracijami analitov. Eno od takšnih ročnih naprav za lateralni pretok izdeluje podjetje Detekt Biomedical L.L.C. Tudi alternativne neoptične tehnike lahko poročajo o rezultatih kvantitativnih testov. Eden takih primerov je magnetni imunski test (MIA) v obliki LFT, ki prav tako omogoča pridobitev kvantitativnega rezultata. Zmanjšanje odstopanj pri kapilarnem črpanju vzorčne tekočine je še en pristop za prehod s kvalitativnih na kvantitativne rezultate. Nedavno delo je na primer pokazalo kapilarno črpanje s konstantno hitrostjo pretoka, neodvisno od viskoznosti in površinske energije tekočine.
Mobilni telefoni so pokazali, da imajo velik potencial za kvantifikacijo v preskusih lateralnega pretoka, ne le z uporabo kamere naprave, temveč tudi svetlobnega senzorja ali energije, ki jo zagotavlja baterija mobilnega telefona.

### Kontrolna linija
Čeprav to ni nujno potrebno, večina testov vključuje drugo linijo, ki vsebuje protitelo, ki zajame prosti lateks ali zlato, da se potrdi pravilno delovanje testa.

### Ekstrakcija krvne plazme
Ker intenzivna rdeča barva hemoglobina moti odčitavanje kolorimetričnih ali optičnih diagnostičnih testov, je ločevanje krvne plazme običajen prvi korak za povečanje natančnosti diagnostičnega testa. Plazmo lahko izločimo iz polne krvi prek integriranih filtrov ali z aglutinacijo.

### Hitrost in enostavnost
Čas, potreben za pridobitev rezultata testa, je ključno gonilo za te izdelke. Razvoj testov lahko traja le nekaj minut. Na splošno obstaja kompromis med časom in občutljivostjo: bolj občutljivi testi lahko potrebujejo več časa za razvoj. Druga ključna prednost te oblike testa v primerjavi z drugimi imunoanalizami je preprostost testa, saj običajno ne zahteva skoraj nobene priprave vzorca ali reagenta.

## Uporaba
Testi bočnega toka imajo široko paleto aplikacij in lahko testirajo različne vzorce, kot so urin, kri, slina, znoj, serum in druge tekočine. Trenutno jih uporabljajo klinični laboratoriji, bolnišnice in zdravniki za hitre in natančne teste specifičnih ciljnih molekul in izražanja genov. Drugi načini uporabe testov lateralnega toka so varnost hrane in okolja ter veterinarska medicina za kemikalije, kot so bolezni in toksini. LFT se pogosto uporabljajo tudi za prepoznavanje bolezni, kot je ebola, najpogostejši LFT pa je domači test nosečnosti.

### Testiranje COVID-19
Pri testiranju COVID-19 imajo ključno vlogo testi bočnega toka, saj je njihova prednost, da rezultat dobimo v 15–30 minutah. Sistematično ocenjevanje testov lateralnega pretoka med pandemijo COVID-19 se je začelo na Univerzi v Oxfordu kot del sodelovanja Združenega kraljestva z organizacijo Public Health England. Študija FALCON-C19, ki se je začela junija 2020 v Združenem kraljestvu, je potrdila občutljivost nekaterih naprav lateralnega pretoka (LFD) v tem okolju. Štiri od 64 testiranih naprav LFD so imele zaželene značilnosti delovanja; zlasti hitri kvalitativni test Innova SARS-CoV-2 Antigen Rapid Qualitative Test je bil deležen razširjene klinične ocene v študijah na terenu in je bilo ugotovljeno, da ima dobro detekcijo/občutljivost virusnega antigena z odlično specifičnostjo, čeprav sta bila potencialna problema stopnja odpovedi kompleta in vpliv usposabljanja. Na podlagi ocene se je vlada Združenega kraljestva januarja 2021 odločila, da bo v Angliji odprla srednje šole, v katerih bodo dijaki in učitelji vsak dan opravljali teste LFT, kar je bil del tako imenovane "operacije Moonshot". Vendar pa agencija MHRA 19. januarja 2021 ni odobrila dnevnih testov s hitrim obračanjem kot alternativo samoplačniški izolaciji.
LFT so bili uporabljeni za množično testiranje za COVID-19 po vsem svetu in dopolnjujejo druge javnozdravstvene ukrepe za COVID-19.
Nekateri znanstveniki zunaj vlade so izrazili resne pomisleke glede uporabe testov LFD Innova za presejanje za Kovid. Jon Deeks, profesor biostatistike na Univerzi v Birminghamu v Angliji, meni, da je test Innova "popolnoma neprimeren" za testiranje v skupnosti: "Ker lahko test zgreši do polovico primerov, negativen rezultat testa kaže na manjše tveganje za Covid, ne izključuje pa Covida.